# Éditions Choudens
Pour les articles homonymes, voir Choudens.
Les Editions Choudens sont une maison d'édition musicale française. La maison Choudens était le plus important éditeur de musique de la 2e moitié du XIXe siècle et possèdait un monopole quasi exclusif sur l'édition de théâtre lyrique.

## Historique

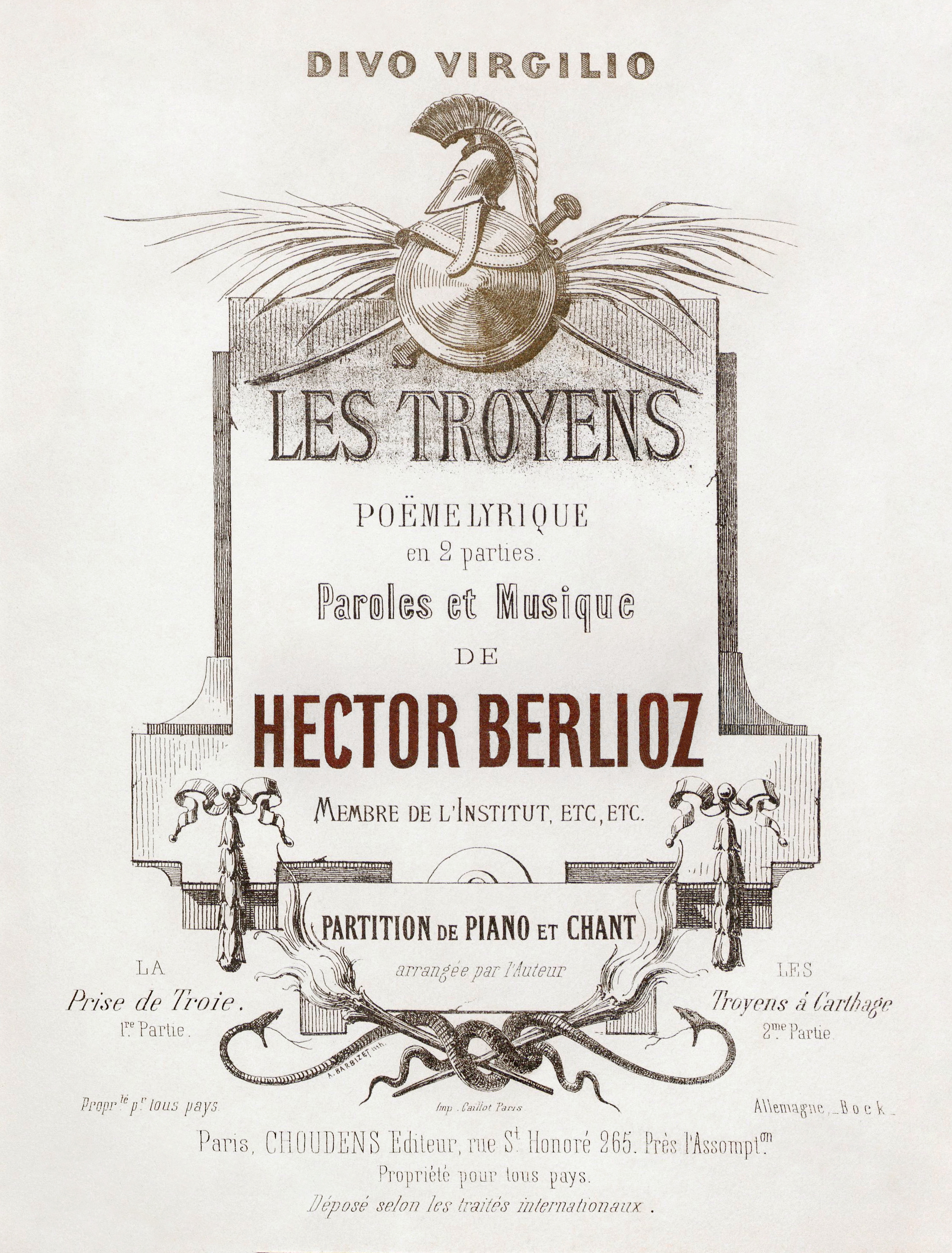
Les Troyens d'Hector Berlioz, (Paris : Choudens, 1863).

Cette société a été fondée en 1845 par Antoine de Choudens en utilisant le fond transmis par son beau-père Antonio Pacini en 1840. Il rachète la maison d'édition musicale créée par André-Étienne Challiot, facteur de pianos et harpes à Paris. Parmi ses publications, on trouve les œuvres tardives de Berlioz , Carmen de Bizet et Les Contes d'Hoffmann d'Offenbach. Le nom de l'entreprise a légèrement évolué depuis sa création jusqu'au début du XXIe siècle. En 1876, Antoine de Choudens associe à la direction ses deux fils Antony et Paul, qui lui succèdent. Antony étant décédé en 1902, la maison est ensuite dirigée par Paul seul jusqu'à sa mort en 1925. Après le décès de Paul, la maison Choudens n'est plus un éditeur de premier plan et les compositeurs se tournent vers ses concurrents. La maison est ensuite dirigée par les gendres de Paul, Gaston Chevrier et André Leroy, et, à partir de 1946, par André Chevrier de Choudens (1904-2002).
Elle a été acquise en 2006 par le groupe Music Sales, principal éditeur de musique en Europe.
La création de l'édition de  l'opéra Faust de Gounod est liée à  l'histoire de la maison Choudens :

« En 1859, Gounod donna au Théâtre-Lyrique : Faust qui fut si froidement accueilli, que le maître ne trouva pas d'éditeur. Le jeune Choudens, petit éditeur alors, mais enthousiaste de l'œuvre, rassembla toutes ses cartouches comme il disait, et alla chez Gounod qui lui livra sa partition. Un mois après, à la 32e représentation, Faust était déclaré un chef-d'œuvre par toute la presse qui s'était ravisée et le public affluait au Théâtre-Lyrique pour applaudir l'œuvre et l'idéale Marguerite qu'était Mme Miolan-Carvalho. »

— Annuaire des Artistes, 1902

## Catalogue (extrait)
A titre d'exemple, publications au XXe siècle par André Chevrier de Choudens :

Ivan IV (opéra posthume de Bizet), Madame Bovary (1951) d'Emmanuel Bondeville, et œuvres de Honegger, Landowski, Sauguet, Gounod, Offenbach, Berlioz, etc.
Editeur des opéras
Le Ventriloque, l’Opéra poussière, le Fou (1956) et les Adieux (1960) de Marcel Landowski, 
Editeur des spectacles musicaux
Le Silence de la mer (1959) de Henri Tomasi et Vercors, Nietzsche (1975) d’Adrienne Clostre, de l’opéra Andrea del Sarto (1968) de Daniel Lesur, Ondine (1939)  de Jean Giraudoux, musique de Daniel Lesur, Bagomilé d'André Jolivet, 
Editeur d’œuvres symphoniques
HH Ulysse (1984), Crossway (1985), la Noche triste (1989) de Jean Prodromidès, Georges Barboteu, Pierre-Max Dubois, Antoine Tisné, Gérard Calvi, Michel Merlet, Pierre Ancelin, Joanna Bruzdowicz, etc.
Éditeur de chansons de films
la Ronde de l'amour (1950) d'Oscar Straus, Sous le ciel de Paris (1951) paroles de Jean Dréjac et musique d’Hubert Giraud...

## Différents noms de la société
- Antoine de Choudens, A. Choudens (1845 - 1874), 265 rue Saint-Honoré, Paris
- Choudens Père et Fils (1875 - 1888)
- Choudens Fils (1888 - 1932), 30 boulevard des Capucines, Paris
- Éditions Choudens (1933 à ce jour)

## Galerie

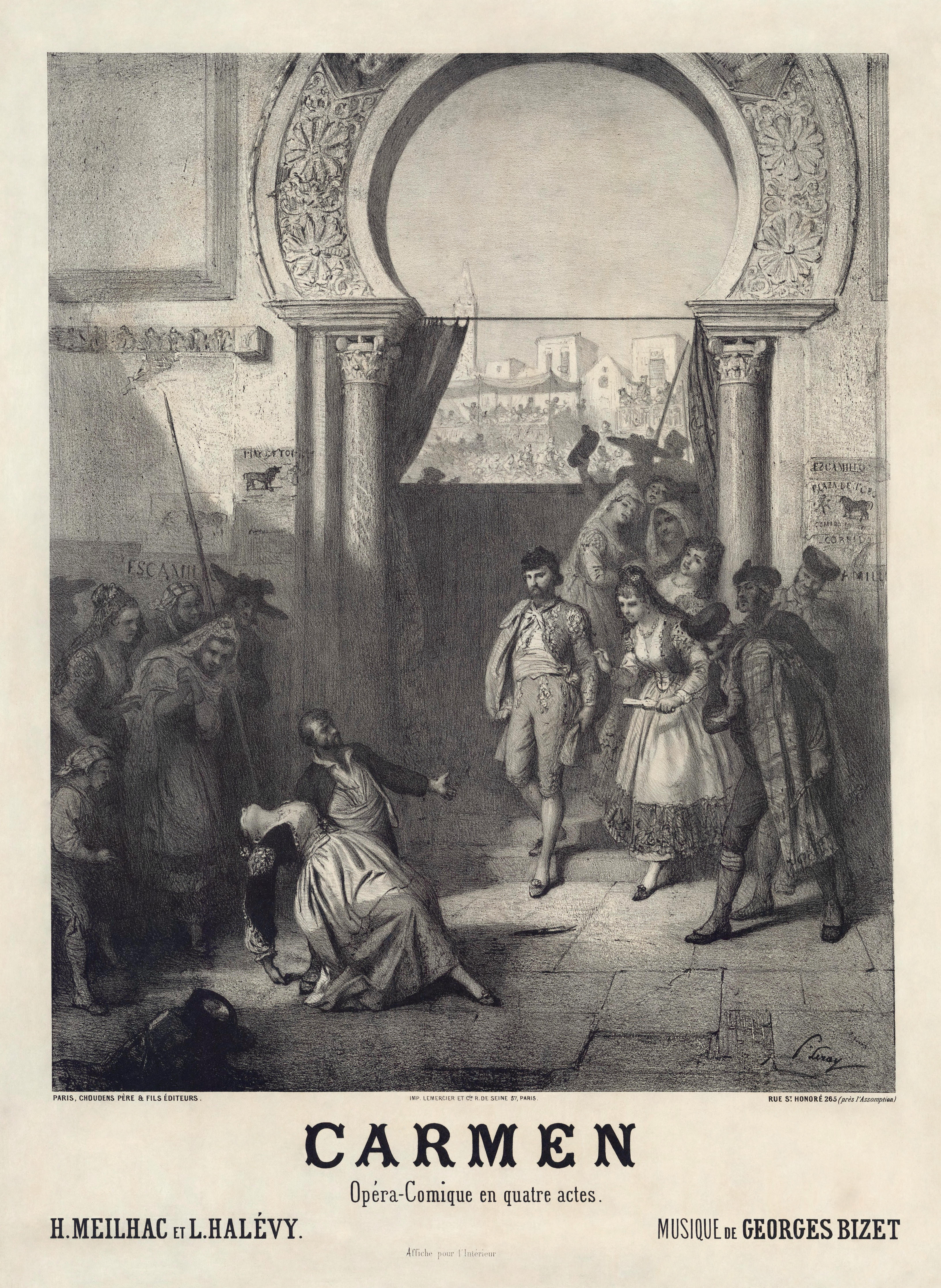
Affiche pour la première de Carmen Georges Bizet, par Prudent-Louis Leray (1875).

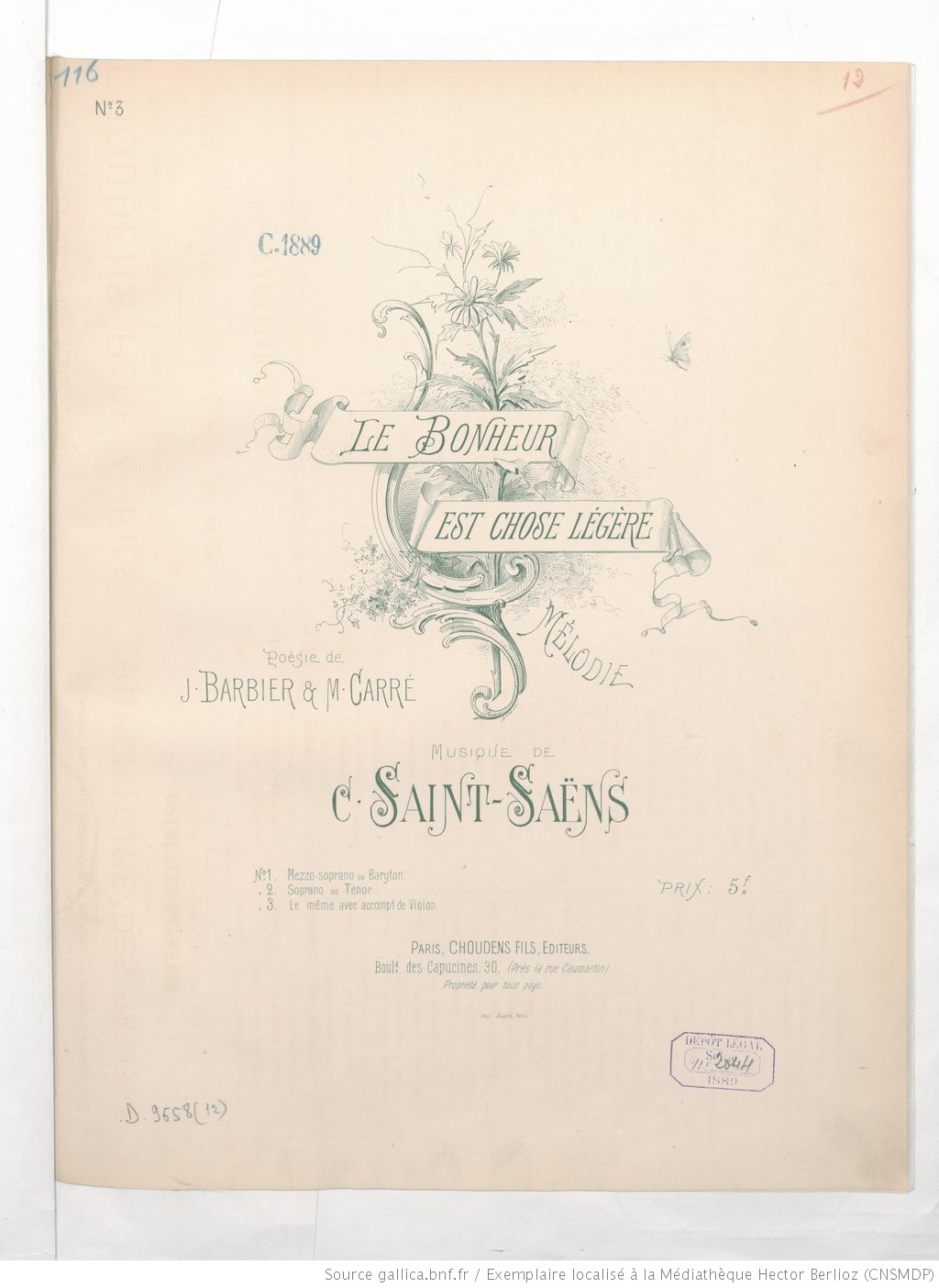
Le bonheur est chose légère de Camille Saint-Saëns (1889).